# Giacinto Viola
Giacinto Viola (Carignano, 21 marzo 1870 – Paderno Ponchielli, 27 dicembre 1943) è stato un medico costituzionalista italiano.
Fu allievo di Achille De Giovanni, il caposcuola della medicina costituzionalistica italiana. Teorizzò i biotipi costituzionali.

## Biografia
Nacque a Carignano (provincia di Torino) nel 1870, figlio di Nicola Viola, impiegato governativo, e di Luigia Monticelli. Si laureò nel 1893 in medicina a Roma. Dal 1893 fu assistente di anatomia patologica all'Università degli Studi di Padova fino al 1897.  Divenne libero docente di patologia medica.Insigne clinico medico generale e semeiotica nella Università di Bologna.
Diede NUOVA LUCE ALLA SCIENZA  della COSTITUZIONE DELL'UOMO-( Biotipo costituzionale: normotipo, longitipo,brachitipo e fenotipi-mediterraneo/asiatico, ideando e creando speciali strumenti per la misurazione dei vari tipi), Ebbe come assistente il prof.dell'Acqua, poi diventato Presidente degli Ospedali di Bologna.
Nel 1909 divenne professore ordinario di patologia medica all'Università degli Studi di Messina, l'anno successivo presso l'Università degli Studi di Palermo.
Venne nominato professore ordinario di clinica medica generale e semeiotica all'Università di Bologna nel 1920, dove fu direttore della clinica medica dal 1921 fino alla morte e preside della Facoltà di Medicina dal 1923 al 1929.
Fu nominato membro del Consiglio superiore della pubblica istruzione dal 1923 al 1926. Divenne senatore del Regno nel 1929.
Nel 1939 per questioni di salute si ritirò dall'insegnamento, trasferendosi a Milano. Morì a 73 anni a Paderno Cremonese, odierno Paderno Ponchielli, nel 1943, dove si era rifugiato per sfuggire ai bombardamenti di Milano.
È sepolto nella Sala della Pietà della Certosa di Bologna, come insigne clinico medico della Università di Bologna. .
.

## Onorificenze
- Cavaliere dell'Ordine della Corona d'Italia (20 maggio 1909)[3]
- Commendatore dell'Ordine della Corona d'Italia (16 novembre 1924)[3]
- Grande ufficiale dell'Ordine della Corona d'Italia (7 settembre 1939)[3]
- Cavaliere dell'Ordine dei Santi Maurizio e Lazzaro (1º giugno 1930)[3]
- Ufficiale dell'Ordine dei Santi Maurizio e Lazzaro (30 maggio 1935)[3]